# Oecetis scala
Oecetis scala är en nattsländeart som beskrevs av Milne 1934. Oecetis scala ingår i släktet Oecetis och familjen långhornssländor. Inga underarter finns listade i Catalogue of Life.